# Seven Days of Falling
Seven Days of Falling è un album degli E.S.T., pubblicato nel 2003 dalla Super Studio Gul (Diesel Music). L'album ha avuto un ottimo risultato, sia di critica che di pubblico; ha avuto successo, non solo come disco jazz, ma anche come disco pop. Infatti è stato lodato sia dal The Times, per la sua grande accessibilità, nonostante il genere, sia dal The Birmingham Post come miglior disco jazz della settimana.
Dopo il decimo brano è presente una cosiddetta traccia fantasma (ovverosia, una traccia che non compare nei crediti dell'album); il brano in questione non è altro che la versione cantata di Believe Beleft Below (con Josh Haden alla voce).

## Brani
1. "Ballad of the Unborn" – 	5:31
2. "Seven Days of Falling" – 	6:29
3. "Mingle in the Mincing-Machine" – 	6:48
4. "Evening in Atlantis" – 	0:55
5. "Did They Ever Tell Cousteau?" – 	6:02
6. "Believe Beleft Below" – 	4:51
7. "Elevation of Love" – 	6:46
8. "In My Garage" – 	4:16
9. "Why She Couldn't Come" – 	6:32
10. "O.D.R.I.P" - 14:26

## Formazione

### E.S.T.
- Esbjörn Svensson - pianoforte
- Dan Berglund - contrabbasso
- Magnus Öström - batteria

### Partecipazione
Alla fine del decimo e ultimo brano:
- Josh Haden - voce